# 岡山県道189号清音停車場線
岡山県道189号清音停車場線（おかやまけんどう189ごう きよねていしゃじょうせん）は、岡山県総社市を通る一般県道である。

## 概要
JR西日本伯備線・井原鉄道井原線の清音駅前から川辺橋東交差点までを結ぶ。

### 路線データ
- 起点：岡山県総社市清音上中島（清音駅前）
- 終点：岡山県総社市清音上中島（川辺橋東交差点、国道486号交点、岡山県道24号倉敷清音線終点）
- 総延長：279 m[要出典]
- 実延長：0.3 km [注釈 1]

## 地理

### 通過する自治体
- 岡山県
  - 総社市

### 交差する道路
| 交差する道路                     | 交差する場所 | 交差する場所          |
| -------------------------------- | ------------ | --------------------- |
| 国道486号 岡山県道24号倉敷清音線 | 清音上中島   | 川辺橋東交差点 / 終点 |

### 沿線
- JR西日本伯備線・井原鉄道井原線
  - 清音駅
- 一級河川高梁川水系 高梁川